# Феодора Александрийская
Феодо́ра Александри́йская (др.-греч. Θεοδώρα ἡ ἐν Ἀλεξανδρείᾳ; начало V века — конец V века) — христианская подвижница, египетская монахиня, преподобная.
Феодора, являясь христианкой, счастливо некоторое время прожила вместе с богатым своим мужем в Александрии, во время правления императора Зинона и Александрийского эпарха Григория. Но затем Феодора впала в прелюбодеяние. Желая искупить свой грех, она коротко обстригла свои волосы, надела мужскую одежду и отправилась для подвигов в мужской монастырь, где себя выдала за мужчину, назвавшись именем «Феодор». Феодора боялась, что муж найдет ее в женской обители. В течение восьми лет она несла различные тяжёлые послушания, подвизалась в молитвах и всенощных бдениях, вызывая своими подвигами удивление иноков. Феодора была послана игуменом в Александрию для покупки хлеба. В случае задержки в пути, игумен велел Феодоре остановиться в соседнем, Енатском монастыре. В гостинице Енатского монастыря в это время жила тогда дочь игумена, пришедшая навестить отца. Дочь вступила в блудную связь с одним человеком, забеременела, родила ребёнка. Когда отец её стал выяснять отцовство ребёнка, то его дочь свалила вину на Феодору (она думала, что она есть мужчина). Младенца вручили Феодоре и с бесчестием выгнали её из монастыря. Феодора покорилась новому испытанию, усматривая в нём искупление прежнего греха. Она поселилась с ребёнком недалеко от монастыря в шалаше. Пастухи из жалости давали молоко для младенца, а сама же Феодора питалась только дикими травами. В течение семи лет Феодора находилась в изгнании, а затем вновь вместе с мальчиком была принята игуменом монастыря, в котором жила раньше. В Житии описано чудо совершённое Феодорой — во время засухи, благодаря её молитвам в высохшем колодце вновь появилась вода. Прожив некоторое время в монастыре, Феодора умерла. Только после её смерти иноки узнали, что вместе с ними в монастыре жила женщина в мужском образе.